# Chixdiggit!
Chixdiggit! („Chicks Dig It!” – „Laski na to lecą!”) to kanadyjska grupa muzyczna grająca na pograniczu punk rocka i pop punka. Zespół powstał w 1991 roku. Pierwszy album wydał w 1996 roku. Ostatni album Pink Razors zespół wydał w 2005 roku.

## Dyskografia

### LP
- Chixdiggit! (1996)
- Born on the First of July (1998)
- From Scene to Shining Scene (2000)
- Pink Razors (2005)
- Chixdiggit! II (2007)

### Kaseta
- Humped (1993)

### 7”
- Best Hung Carrot (1995) (Wydane w 1999 jako „Best Hung Carrot in the Fridge” and Other Songs na płycie CD z dodatkowymi piosenkami i multimediami. Wydane ponownie w roku 2000 na płycie winylowej 10”)
- Shadowy Bangers from a Shadowy Duplex (1996)
- Chupa Cabra (1997)

### Splity
- Chronic for the Troops(1998) – split with Groovie Ghoulies (released on both CD and 7”)